# Gary Waldhorn
Gary Waldhorn est un acteur britannique né le 3 juillet 1943 à Londres et mort le 10 janvier 2022.

## Filmographie

### Cinéma
- 1984 : The Chain : Tornado
- 1981 : À nous la victoire (Victory) : Mueller
- 1980 : Sir Henry at Rawlinson End : Max
- 1979 : Guerre et Passion (Hanover Street) : un employé allemand
- 1979 : The Great Riviera Bank Robbery : l'homme du ministère
- 1971 : Zeppelin : Harlich

### Télévision
- The Vicar of Dibley : David Horton (24 épisodes, 1994-2007)
- Longitude : Commodore Forrest (2000)
- French and Saunders : Bruce Ismay (2 épisodes, 1996-1998)
- The Bill : Kenny Roberts (1 épisode, 1998)
- Heartbeat : Joss Harrop (1 episode, 1996)
- Paul Merton in Galton and Simpson's... : un docteur et un directeur de société (2 episodes, 1996)
- Lovejoy : Bob Pulver (3 episodes, 1993-1994)
- Comedy Playhouse : M. Hogson (1 episode, 1993)
- Gallowglass : Ralph Apsoland (1993)
- The Chief : Alec Radcliffe (1991)
- Rumpole of the Bailey : Docteur Cogger (1991)
- Titmuss Regained (1991)
- Haggard : Le Prêcheur (1 episode, 1990)
- Missing Persons : Bernard Shawcross (1990)
- The Return of Shelley : Sir Clive Bastin (1 episode, 1989)
- Brush Strokes : Lionel Bainbridge (26 episodes, 1986-1990)
- Chinese Whispers (1989)
- Campaign : Gordon Lochhead (1988)
- After Pilkington : Boris (1987)
- Love and Marriage : Geoffrey Sherratt (1 episode, 1986)
- Hammer House of Mystery and Suspense : Inspecteur Crane (1 episode, 1986)
- All at Number 20 : Richard Beamish (1 episode, 1986)
- Mrs. Capper's Birthday : Jack (1985)
- Mr. Palfrey of Westminster : Garforth (1 episode, 1985)
- Moving (1985)
- The Prisoner of Zenda : Smithers (1984)
- Robin of Sherwood : Hubert Walter (1 episode, 1984)
- Shergar : Deferre (1984)
- Squaring the Circle : Jagielski (1984)
- The Winner : Bill Stafford (1983)
- All for Love : Michael Pallister (1983)
- BBC2 Playhouse (1 episode, 1983)
- Outside Edge : Dennis (1982)
- Harry's Game : Commissaire de police (1982)
- Minder : Alex Rowan (1 episode, 1982)
- Alexa : Robert (1982)
- Brideshead Revisited : Major Wilson (1981)
- ITV Playhouse : Curtis Howard (1 episode, 1981)
- Hammer House of Horror : Bacharach (1 episode, 1980)
- The Gentle Touch : Tom Scott (1 episode, 1980)
- Enemy at the Door : Teddy Lupus (2 episodes, 1978-1980)
- The Spoils of War (1980)
- Edward & Mrs. Simpson : Chips Channon (1978)
- Les Professionnels (The Professionals) : Turner (1 episode, 1978)
- Seven Faces of Woman (1 episode, 1977)
- Chapeau melon et bottes de cuir (The New Avengers) : Roach (1 episode, 1976)
- Maggie and Her : Roger (1 episode, 1976)
- Hadleigh : Werner Von Hermsdorff (1 episode, 1976)
- Cosmos 1999 (Space: 1999) : Winters (Saison 1, Épisode 21 : La machine infernale , 1976)
- The Sweeney : Alan Fowler (1 episode, 1975)
- Doctor on the Go : Mike Sherman (1 episode, 1975)
- Softly Softly : Bruton, James et Watson (3 episodes, 1970-1974)
- La Vie secrète d'Edgar Briggs (The Top Secret Life of Edgar Briggs) : Greville (1974)
- Crown Court : Trevor Sanderson (1 episode, 1973)
- Jack the Ripper (1973)
- The Lotus Eaters : Nat (1 episode, 1972)
- Napoleon and Love : Caulaincourt (1972)
- Man at the Top : instructeur (1972)
- Armchair Theatre : reporter télé (1 episode, 1970)